# カービィのエアライド
『カービィのエアライド』は、ハル研究所が開発し、2003年7月11日に任天堂から発売されたニンテンドー ゲームキューブ専用のアクションレースゲーム。同年10月13日にアメリカで、2004年2月20日にヨーロッパでそれぞれ発売された。エアライドとよんだ場合、広義ではこのゲーム全体を、狭義ではゲームの1モードである「エアライド」モードを指す。

## 概要
星のカービィシリーズの1作で、カービィなどのキャラクターが「エアライドマシン」とよばれる乗り物を操ってレースをしていくゲーム。3DスティックとAボタンだけを使った簡単な操作が特徴で、このゲームシステムを使って3つの異なるゲームを楽しむことができる。途中で出てくる敵をコピーして、敵を倒したりスピードアップなどが可能。
NINTENDO 64で同タイトルのゲームが開発されていた（後に開発中止）が本作とは無関係でスノーボード風のゲームだった。
このゲームより1年以上前に発売されたゲーム「大乱闘スマッシュブラザーズDX」のイベント戦には「カービィのエアライド」という項目がある。また、開発途中に発売となった「星のカービィ 夢の泉デラックス」には「カービィのエアグラインド」というミニゲームが収録されている。
開発中止後に放送されたアニメ『星のカービィ』の製作にあたり、アニメの販促連動を兼ねたゲームを制作することになり「レースゲームなら本編のアクションゲームを作るよりも制作時間を短くすることができる」という理由で本ゲームの製作が開始された。こうした背景かカービィがワープスターに乗って走ったり、敵の魔獣と空中戦を行うなどライドマシンとして活躍するなど、本作のレースゲームはアニメを意識して作られておりアニメ本編でも販促の一環としてゲーム内に登場したエアライドマシンが登場している。
この作品のBGMには新曲（石川淳、安藤浩和、酒井省吾、池上正による）だけでなく、過去の旧作品のリメイク曲やアニメ版のBGM（宮川彬良による）なども使用されている（シティトライアルなど）。
桜井政博がハル研究所在籍中に最後に手がけた作品でもある（『鏡の大迷宮』は途中からフリーでの参加となっている）。企画は桜井が立てたが当時シリーズの統括ディレクターの仕事で多忙だったこともあり当初はグラフィックやサウンドの監修・進行などをしつつも開発は他のスタッフに任せていたが、製作から離れて1年以上経っても企画がなかなか進まなかったため担当プログラマーの要望などもありディレクターに復帰、3ヶ月半で全面作り直しをすることになった。

### ゲーム目的
このゲームにはクリアチェッカーとよばれる、「エアライド」「ウエライド」「シティトライアル」にそれぞれ120個ずつ、計360個の課題があり、これをクリアすることが目標となっている。ひとつの課題をクリアすると隣接する四方のマスの課題の内容がわかるようになり、これを繰り返してマスを埋めていく。逆に、他の作品にみられるような「トロフィーやメダルを懸けてレース」といった要素はない。
クリアチェッカーの課題は「○○のコースを××秒以内に1周しろ」といったありがちなものから、「ゴール時のタイムの下2ケタをゾロ目にする」というほぼ運任せのものまでさまざま。難易度もさまざまで、「特定のアイテムを10個以上取れ」など、運転テクニック以外の要素でクリアしがたい課題も存在する。また、一部の課題ではクリアすると「裏音楽」や「マシン追加」などの「ごほうび」がもらえる。課題をクリアすると、ごほうびがもらえるマスは橙に、もらえないマスは黄緑に光るようになる。
どうしても課題をクリアできない場合の救済処置として、それをクリア扱いにする「紫パネル」が存在するが、数が限られる上に「ごほうび」の1種となっているので、使うにはある程度の計画性が求められる。また、パネルを使用したクリアチェッカーの条件をクリアした場合は、元々付く色に上書きされる。
120個すべての課題をクリアすると、紫パネルを除いて金色に光るようになる。
このシステムは「大乱闘スマッシュブラザーズX」以降の桜井のディレクター作品にも活かされている。

### 操作
エアライドマシンは一部を除いて常に数センチメートル浮いた状態で走行しており、そのほとんどが自動で走り続ける。そのため、レース中はスティックとAボタン（プッシュ）以外は使用しないので、ゲームに慣れていない人でも簡単に操作することができる。
スティックを左右に素早く倒すと、「クイックスピン」ができる。この状態で敵にぶつかると、ダメージを与えたり減速させることができる。また、発動した瞬間は無敵らしく、敵の攻撃を防ぐのにも使えたりする。
マシンが段差を越える際に機首を上げると、飛び立つことができる。飛行性能はマシンごとに違うが、マシンによっては大幅なショートカットができることもある。
ほかに、他機のすぐ後ろを走ると空気抵抗が軽減されるスリップストリームという効果がある「スタースリップ」や、細長いレールに乗ると、それに沿って加速するという特徴もある。
プッシュ / チャージ
Aボタンを押すことで行える、本作における特徴的なアクション。
プッシュ中はマシンが地面に押しつけられ（ほとんどのエアライドマシンでは）減速するが、その間マシンにパワーが溜まり（チャージと呼ぶ）、チャージが溜まった状態でAボタンを離しチャージを開放する（チャージしたゲージを消費する形であり、消費速度はマシンによって異なる）ことでマシンを素早く再加速させることができる。チャージは空中への飛行状態でも徐々に上昇し、着地時に開放される。
またプッシュ中に旋回すると進行方向を変えずに機体の向きを変える横・後ろ滑り状態となり、前述したチャージでの再加速を駆使することで急なカーブをスムーズに、早く曲がることができる（ドリフト）。
コースの床に設置されたギミックはそのまま通過しても起動できず、プッシュによってマシンをギミックに直接接触させることで起動できる。
ただし、チャージをしすぎるとオーバーヒートが発生し、チャージ量が0となってしまう（再びチャージすることは可能）。
吸い込み、技の使用も同時に行える。なお、L、Rトリガーボタンでも同様の操作を行え、Lトリガーボタンを使えば片手操作もできる（メニュー画面もL、Rトリガーで代用可能）。

### ゲームモード
すべてのモードで4人対戦が可能。
エアライド
さまざまなコースを駆け抜ける。周回制やタイムアタック、フリーランなど、複数のルールでプレイできる。最初はワープスターのみ使え、ほかのマシンはそれぞれに設定された隠し要素を満たすことで使用可能になる。
ウエライド
名前のとおり、上から見る視点で小さなコースを4人で駆け抜ける。1画面なので、動くのはキャラのみ。操作方法の違いにより「ハンドルスター」「フリースター」の二つのマシンがある。
シティトライアル
街中を駆け抜けながらアイテムを集めてパワーアップし、最終決戦「スタジアム」で勝つのが目的のゲーム。
エアライドとウエライドでは以下のゲームモードを備える。
- 標準のゲームモード（エアライド、ウエライド）は、2〜4人で同時対戦するモード。エアライドでは、周回制と時間制の2つのモードが選択できる。
- タイムアタックは一人用のゲームモードの一つで、エアライドでは敵キャラが、ウエライドではアイテムが出現する。エアライドでは3周するタイムを、ウエライドでは通常のモードと同様の周回数のタイムを競う。
- フリーランは一人用のゲームモードの一つで、敵キャラもライバルもいないコースを走り周回ごとのタイムを競う。ただしステージそのものの仕掛けは発動する。

シティトライアルでは以下のゲームモードを備える。
- 通常のゲームモードは2〜4人で同時対戦するモード。概要はシティトライアルの章を参照。
- スタジアムは強化していない状態のマシンでスタジアムの各競技に挑むモード。ステージは任意に選択でき、どうしても対戦相手が必要なデスマッチを除いて一人のみのエントリーが可能。
- ドライブは時間制限やハプニングなどを気にすることなく自由に「シティ」を走れるモード。アイテムも出現しない。ただし備え付けのコピールーレットは使用できる。

### エアライドマシン
カービィが使用する架空の乗り物。何種類かあり、飛行が得意なものや、加速、最高速、耐久力（体力）、特殊な機能など、それぞれ異なる性能となっている。

### 敵キャラクター
登場するのは主に「エアライド」モード。また、「シティトライアル」のスタジアムの一つである「バトルロイヤル」でも登場する。

#### スカのキャラクター
スカのキャラクターは、吸い込んでもコピーはできず、星型弾にして吐き出すだけの敵。
ワドルディ・トロッコワドルディ
ただいるだけの敵。カービィなどが近づくとコースの端へ逃げていく。トロッコワドルディはコース上をトロッコに乗りながら走っているだけの敵。トロッコの進行方向はレースの進行方向と同じ。
キャピィ
一回吸い込んでも頭の帽子がとれるだけなので、完全に倒したければ至近距離で吸い込まなくてはならない（帽子も星型弾にできる）。
ブルームハッター
コース上を箒に乗って飛んでいる敵。吸い込むと、箒だけ外れて消えてしまう。
ブロントバート
コース上を漂っている敵。カービィなどが近づくと反応し、こちらに寄ってくる。
デイル
自ら発光して洞窟などを照らす。吸い込み以外の攻撃を受けると分裂して、3つの胞子を放出する。胞子にぶつかるとダメージを受ける。

#### コピーできるキャラクター
コピーできるキャラクターは、吸い込むとキャラクターの能力をコピーして、コピー能力を使えるようになる敵。またゲーム本編と同様、2体以上同時に吸い込むとコピールーレットが発動する。
ピチクリ（ニードル）
カービィなどが近づくと、トゲを伸ばして攻撃してくる。出現ステージは、プランテス、ヴァレリオン、サンドーラ、コルダ、アイルーン、スチールオーガン。
ヒートファンファン（ファイア）
カービィなどが近づくと、火を吐いて攻撃してくる。出現ステージは、プランテス、サンドーラ、コルダ、マグヒート、アイルーン、スチールオーガン、チェックナイト。
プラズマウィスプ（プラズマ）
その場に留まっており、移動はしないが、カービィなどが近づくと電撃のダメージを受ける。出現ステージは、ヴァレリオン、マグヒート、スチールオーガン、チェックナイト。
ウィリー（ホイール）
コース上を走行している敵。エアライドマシンのウィリーバイクに酷似している。出現ステージは、サンドーラ、スチールオーガン、チェックナイト。
チリー（フリーズ）
コース上をスケートのように滑って移動する。カービィなどが当たると凍結し、一時行動不能になる。出現ステージは、ヴァレリオン、コルダ、チェックナイト。
バルーンボンバー（ボム）
コース上をゆっくりと移動している敵。攻撃すると爆発する。出現ステージは、ギャラックスを除く全ステージ。
ソードナイト（ソード）
とても早いスピードで動き回っていて、カービィなどが割り込むと再び前に出てきて睨みつけてくるほか、斬りつけてくることもある。出現ステージは、アイルーン、スチールオーガン、ギャラックスを除く各ステージ。
フラッピィ（ウィング）
コース上を移動しているちょっと派手な敵。出現ステージは、ヴァレリオン、マグヒート、アイルーン、チェックナイト。
カーラー（トルネイド）
結構珍しい敵だが、出てくるときは、群れを作っていることが多い。出現ステージは、ヴァレリオン、サンドーラ、アイルーン、チェックナイト。
ウォーキー（マイク）
コース上で楽しく歌っているだけの敵。出現ステージは、プランテス、ヴァレリオン（タイムアタック時のみ）、サンドーラ、マグヒート、アイルーン、スチールオーガン、チェックナイト。
ノディ（スリープ）
いつもコース上で熟睡している敵。とくに害はない。出現ステージは、プランテス、サンドーラ、コルダ、マグヒート、アイルーン、チェックナイト。

#### 特別なキャラクター
スカーフィ
吸い込もうとすると怒って追いかけてきて、突進してくる敵。最終的には爆発してしまう。
ゴルドー
すべての攻撃が効かない、敵に分類されてはいるが、障害物に近い。シティトライアルでは「ゴルボール」というアイテムとして登場するが、バトルロイヤルモードでは出現しない。

## エアライド
9つのコースをエアライドマシンに乗ってレースする。コースの周回数は「おすすめ」設定ではプランテスが3周、それ以外が2周となっている。周回モードだけではなく一定時間内にどれだけすすめるかを競う時間制モードもあり、こちらの初期設定は3分。後述のシティトライアルと違い、コピー能力以外のアイテムは出現しない他、エアライドマシンの耐久力（体力）設定もできる。設定なしの場合は耐久力が無いため、ダメージを受けたときはマシンのスピードが一時的に下がる。設定ありの場合はマシンの耐久力ゲージがあり、ダメージを受けると減っていき、ゲージが無くなったプレイヤーはリタイアとなる。ヴァレリオンとアイルーンではコース途中に穴があり、穴に落ちた場合もリタイアとなる。早くリタイアしたプレイヤーが最下位（4位）となる。
最初に選択できるマシンはワープスターのみで、条件を満たしていくと順次追加される。最終的に「シティトライアル」で使用できるマシンの内ライトスター、フライトワープスター、ドラグーン、ハイドラ以外をすべて使えるようになる。

## シティトライアル
広大なオープンワールド状のコースである「シティ」でアイテムを集めてエアライドマシンを強化し、一定時間（3～7分）後に行われる最終決戦「スタジアム」での勝利を目指すモード。マシンの強化には後述の青コンテナから出現する強化アイテムをたくさん取ることで行われる。灰色のアイテムを取ると能力そのものがダウンするほか、シティ内では、マシンにダメージを受けたとき強化アイテムが排出される。
ゲームスタート時はライトスターに乗っている。シティトライアルのマシンには「耐久力」があり、ライバルの攻撃やコース内のギミック（仕掛け）でダメージを受けることで減少し、0になるとマシンが破壊され爆発する。シティ内ではマシンが破壊された後はリタイアとならずそのまま徒歩で移動し、代わりのマシンを見つければ乗ることができる。マシンは道端に落ちているものに近づいて乗る。破壊されなくても、A+下でマシンを降りることで乗り換えることもできる。基本的にマシンが爆発すると、どこかに新しいマシンが出現する。
道端に落ちているマシンについては、途中で空に飛んでいってしまうことがある。
食べ物を取ることでマシンの耐久力を回復することができる。
特定の3つのパーツを集めると、強力な「伝説のエアライドマシン」であるドラグーンやハイドラに乗ることができる。
レアアイテムが出現する、空から何かが降ってくるなどのアクシデント（イベント）もある（イベントのある・なしはオプションで設定可能）。
エアライドマシンを乗り換えると、それまでに得たパワーアップの約30%分を排出してしまう。
なお、マシンが破壊されて徒歩になり、新たなマシンを見つけていない状態でスタジアム戦が始まってしまった場合は、強制的にライトスターでの挑戦となるが、自ら降りた場合はそのマシンがライバルに奪われるか破壊されない限り、最後に降りたマシンでの参加となる。
「スタジアム」の対決種目は初期設定ではランダムだが、オプションで種目を固定することもできる（ゼロヨンアタック、ポイントストライク、デスマッチは最初から選択でき、以後はランダムで一度出現したものや、クリアチェッカーの「ごほうび」で獲得したものが随時追加される）。スタジアムの内容やそれにあったマシンを見つけたり性能を上げたりアクシデントを利用したりなど、単に操作テクニックだけでは決まらない駆け引きやランダム要素がある。

### 毎回変わる事項
1. 伝説のマシンのパーツが、ドラグーンが出るとき、ハイドラが出るとき、両方出るとき、両方出ないときがある。
2. 通常は昼の明るい空の下で行われるが、ときどき夕方や曇り空、夜に行われることもある。
3. マシン、アイテムの出現確率。
4. 乗り換えられるマシンには最初から体力がわずかしか残っていないものが登場する（赤く点滅しているので判別可能）。

### イベント
シティトライアルではオプションでイベント出現をオンにすることで、街にさまざまなイベントが発生する。また、そのときに合わせて空模様も変わる。
スタジアム予言
抽象的にスタジアム内容のが予言される。どのスタジアムで戦うことになるかをある程度予測することが可能。ただし、予言が外れることもあるためあてにならない。文字表示のみではあるが、イベントとしてカウントされている。
怪鳥“ダイナブレイド”出現! アタマをねらえ!
空模様がほんの少し赤みを帯びた黒色になった後、ダイナブレイドが出現する。ダイナブレイドは特定の場所に着地後、動かずにその場で待機する。ビルの屋上などから滑空して頭部に体当たりするか、攻撃アイテムやコピー能力を頭にヒットさせればアイテムを落とす。逆に体に触れてしまうとダメージを受ける。一定時間が経過するか最大3回ダメージを与えると上空に飛んで撤退していき、オール↑などのアイテムを残して行く。また、途中でダイナブレイドが去った後にもアイテムを残す。
着地地点にいると踏まれてダメージとなってしまうが、クリアチェッカーの一つにこれをしなければならないものがある。
DANGER! DANGER! “メテオ”が落ちてきた!
空模様が瞬時に赤褐色になったあと、炎をまとった巨大な隕石が街に数個落下してくる。隕石は落下後に大爆発し、爆風に巻き込まれると大ダメージを受ける。しかし、爆発後は必ずステータス変化系アイテムを残す。比較的大きい隕石（落下速度は遅め）と小さい隕石（落下速度は速め）がある。隕石はクラッカーなどの飛び道具や、ドラグーンなど空戦能力の高いマシンの体当たりで破壊することも可能。また、爆風により木や廃屋が全壊することがある。なお、地下にいても爆風に巻き込まれる可能性があるため安全ではないが、空中庭園に向かって降ってくることは無いため、空中庭園に留まればほぼ安全である。
隕石のパターンは次の3通りのいずれかとなっている。
- 比較的大きめの隕石が4個落下し、最後に大きい隕石が1つ落下する。
- 比較的大きめの隕石が5個落下。少々多めだが、最後の大きい隕石は来ない。
- 速く降ってくる小さい隕石が35個落下し、最後に特大の隕石が1つ落下する。めったに発生しない。

街に正体不明の巨岩が出現! 破壊せよ!
空模様が白っぽい灰色になったあと、街のどこかに紫色の巨大な岩石が一個出現する。攻撃を加えると徐々にひびが増えていき、破壊するとアイテムを14個残す。破壊した岩から極まれにオール↑が出ることがある。
駅が激しく燃えている! 火事だ!!
空模様が赤くなったあと、すべてのグラインドレールの駅が火事になる。その間炎に近づくと、ダメージを受ける。アイテムなどの出現は一切なく、得することが一切ないイベント。レールに乗っている時にもこのイベントが発生することがあるため注意が必要。
エアライドマシンのチャージタンクが暴走した!
スーパーチャージを取ったときと同じ状態が全員同時に起こる。
チャージの手間が省けるほかはヘビースターとハイドラには効果がない。また、この状態はチャージカットを取っても止まらない。なお、空模様は変わらない。朝の場合は、かなり薄く紫がかったような空模様になる。
コンテナの中身がかたよった! 同じアイテムしか出ない!
空模様が薄く青くなったあと（通常よりは濃い）、青・緑・赤のどのコンテナを破壊しても、同じアイテムしか出現しなくなる。その間は、各コンテナが横方向に回転する（伝説のエアライドマシンのパーツが入っている場合を除く）。
アイテムを盗んだ“タック”が逃走! どこかに隠れているぞ!
空模様が黒くなったあと、街のどこかにタックが出現する。タックは普段はウロウロしているがカービィを目撃するとアイテムを落としながら逃げ出し、攻撃するとアイテムを数個奪うことが出来る。オール↑が出ることもある。倒すことは出来ず、一定時間経つか、ある程度攻撃すると空へと飛んでいき退却する。なお、攻撃力を上げた状態で攻撃すると1度の攻撃だけで退却してしまう。
回復エリアが、街のどこかに出現した!
街のどこかに円形の回復エリアが4つ出現する。エリア内に入れば耐久力ゲージを回復できるが、使用を続けると徐々に白から黒に変色していき、最終的に消滅してしまう。1つでも消滅させる（使い切る）と、クリアチェッカーが埋まる。一度出現すれば、シティトライアルの時間切れまで存在し続ける。
街の灯台に、あかりがともった!
空模様が黒くなったあと、街の南東にある灯台から光が2本回転しながら放射される。光に当たると耐久力が回復する。回復エリアと違って使用は無限だが、光の動きに合わせてマシンを移動させる必要がある。それ以外に利点はないため、乗っているエアライドマシンがダメージを受けていない限りは大きなメリットは無いイベント。
城のシャッターがひらいた! アイテムゲットのチャンス!
街の北東にある城のシャッターが開放される。中には同じアイテムが6個置いてある。CPも取りにかかるので、早めに回収しなければならない。オールが出ることもある。
イベント時のサイレンが鳴らず、突然報告してくるので注意が必要。また、現れたアイテムは時間がくると順番に消滅してしまう。
アイテムがやわらかくなったようです。 はずんでいます。
夕方のような空模様になり、アイテムがすべて消滅した後、現れたアイテムや各コンテナがしばらくバウンドする（伝説のエアライドマシンのパーツは入っているコンテナはバウンドしない）。コンテナを破壊した中身のアイテムもバウンドする。アイテム入手やコンテナ破壊がしたければ、バウンドが終わるまで待機するか、着地と同時にマシンを突っ込ませる必要がある。バウンド中やバウンドしなくなったにかかわらず、パワーアップアイテムを取ると歓声が上がる。このイベント中にオール↑が出ていることがある。
エアライドマシンの編隊が接近中!
マシン5機が編隊を組み、街の上空を直線的に横断していく。カービィのみの状態で編隊の真下を通るとマシンを入手できる。攻撃を加えると、吹っ飛ばされてから地面に落下する。また、編隊のマシンに直接乗ることも可能。まれに伝説のマシンが混ざっていることもある。ある程度の距離を移動すると、超高速で離脱してしまう。空模様は変わらない。また、昼以外のときは起こりにくい。
街が深い霧につつまれた…!
街に濃霧が発生する。非常に視界が悪くなり、アイテムやコンテナなどにもかなり接近しないとわからないほどである。しかし、地下道などは見えやすい。何の得もないスカイベントの一つ。
パワーアップにニセモノアイテムがまざった! 要注意!
空模様が昼と夕方の中間の色になったあと、すべてのアイテムが消えて、ステータス変化系アイテムに酷似したニセモノアイテムが出現する（ただし、よく見れば判別可能）。間違って入手するとダメージを受け、眠り状態などになる場合がある。しかし、クイックスピンをしながらニセモノアイテムを取ると効果音は鳴るがダメージを受けず、アイテムも落とさない。イベント中に本物を入手すると、歓声が上がる。イベント終了後もしばらくはニセモノアイテムが残るので注意が必要。判別の仕方は以下のとおり。
- カソク - 真ん中のピンクの矢印部分が少々右に傾いている
- サイコウソク - 尾の部分が開き型形になっている（たこさんウィンナーに類似している）
- センカイ - 矢印の先端部分がなく、まるでCの字（ランドルト環に類似している）
- チャージ - 中にある黒の部分が少ない（携帯電話のバッテリー表記で例えると、本物が残量2、ニセモノが残量1）
- ヒコウ - 染みがいくつか入っている（色が近いため、遠くからでは判別しにくい）
- オモサ - 全体的に長方形で鞄形、また光沢を表す白い部分がない
- コウゲキ - 上下の角が丸みを帯びている
- ボウギョ - 真ん中の□がない

パワーダウンは偽物が存在しない。
また、タイリョクとオールにはニセモノが存在しない。
上空にナゾの超巨大飛行物体が接近中!
空模様が青くなったあと（コンテナ偏りのときより濃い）、街の上空を巨大な円盤が横断していく。円盤の上には、ステータス変化系アイテムがあり、中央には必ずオール↑が配置されている。
入手するには空中庭園（火山の中からの移動可能）、四層地区の4Fなどを利用する必要があるが、空中庭園よりは位置が低いため、飛行能力が高いマシンでは滑空で直接乗れることがある。発生確率が低く、最もレアなイベント。

### スタジアム
エアグライダー
助走をつけて飛び、飛行距離を競う。チャンスは1回。ちなみに限界が存在し、そこまで飛ぶと見えない壁に阻まれる。
ゼロヨンアタック
ダッシュパネルやコピールーレットなどの仕掛けが施された一直線のコースを走り、速さを競う。全4種類。
バトルロイヤル
コピー能力などを駆使して、無限に出現する敵キャラを倒した数を競う。制限時間は60秒。チャンスは1回、全2種類。1は牧場のようなステージ、2は広大なお城のステージとなっている。
ポイントストライク
助走をつけて遠くにある的めがけて飛び、当たった点数で競う。チャンスは2回で、合計点が多い者が勝ち。的になっているパネルは最初に当たったプレイヤーが得点を獲得でき、それ以降に同じ場所に当たったプレイヤーは0点扱いになる。パネルには、100,50,30,10点があり、パネルまでの地面には5～40点が配置されている。90点、200点を取るとクリアチェッカーが埋まる。
ハイジャンプ
助走をつけて台から飛び、その高さを競う。チャンスは2回で、一番高く飛んだ者が勝ち。
デスマッチ
プレイヤー同士で、コピー能力やアイテムを駆使して戦い、ほかのプレイヤーを倒した数が多い者が勝ち。体力が0になっても、何度も復活できる。制限時間は90秒。全5種類。そのうち、4と5はシティトライアルの街を使う。どれも地形だけでなく、出現するアイテムに違いや偏りがある。
シングルレース
ランダムで選ばれた全9種類（ギャラックスを含む）の「エアライド」のコースで1周のみのレースを行う。
VSデデデ
プレイヤー全員で協力し、エアライドモードより遥かに巨大なデデデ大王を倒す（ただし、同士討ちがある）。デデデ大王はスピードが早く、前方にいるプレイヤーに対しては巨大ハンマーで攻撃してくる。ハンマーの威力は非常に高く、耐久力の低いマシンなら一撃で破壊されてしまう。その上攻撃範囲も広いのでデデデの前方にいるときに回避するのは困難。しかも耐久力は参加する人数の耐久力をすべて合わせた数値に比例するため、極めて高い。制限時間は90秒で、それまでに倒せないと全員リタイアとなる。
ステータスを強化しすぎると、デデデ大王にほとんどダメージを与えることができなくなってしまうことがある。場合によっては、弱体化していたほうが有利なこともある。
60秒以内にクリアするとドライブモードでデデデ大王が使えるようになる。

### ドライブ
ドライブでは、エアライドマシンを選択し、街（シティ）を自由に走ることができる（制限時間なし）。ドライブ限定のエアライドマシン・キャラクターとして、フライトワープスター、メタナイト、デデデ大王（エアライドと同じサイズ）が使用できるが、メタナイトとデデデ大王は耐久力が0になると「エアライド」でのリタイアと同様動けなくなる。そのほかの破壊されたマシンは「地下」エリアに復活する。

## LAN対戦
本作は、ゲームキューブ本体を最大4台までつないで、一人一台のテレビで遊ぶことができる。ただし、その際は人数分のテレビ・GC・LANケーブルが必要となる。

## 日本国外版の違い
単にゲーム内の文字が全て英語になっているだけでなく、追加・一部テロップの表記の変更など様々な微調整が行われている。以下に変更点を列挙する。
- 時間表示が「○○'××"△△」から「○○:××:△△」に変更されている。（「○○」には分、「××」には秒、「△△」には1/100秒の位が入る）
- クリアチェッカー画面で、達成したクリアチェッカーの数の表示が追加されている。
- シティトライアルでエンディングが1つ追加されている。
- コース名が日本版の英字表記と異なっている。

| モード     | 日本版 （右の欄は英字表記） | 日本版 （右の欄は英字表記） | 米国版           |
| ---------- | --------------------------- | --------------------------- | ---------------- |
| エアライド | プランテス                  | Plantes                     | Fantasy Meadows  |
| エアライド | ヴァレリオン                | Vallerion                   | Celestial Valley |
| エアライド | サンドーラ                  | Sandoola                    | Sky Sands        |
| エアライド | コルダ                      | Colda                       | Frozen Hillside  |
| エアライド | マグヒート                  | Magheat                     | Magma Flows      |
| エアライド | アイルーン                  | Airoon                      | Beanstalk Park   |
| エアライド | スチールオーガン            | Steelorgan                  | Machine Passage  |
| エアライド | チェックナイト              | Checkknight                 | Checker Knights  |
| エアライド | ギャラックス                | Galax                       | Nebula Belt      |
| ウエライド | ウエライド                  | Ueride                      | Topride          |
| ウエライド | 草                          | Kusa                        | Grass            |
| ウエライド | 砂                          | Suna                        | Sand             |
| ウエライド | 空                          | Sora                        | Sky              |
| ウエライド | 炎                          | Honoh                       | Fire             |
| ウエライド | 光                          | Hikari                      | Light            |
| ウエライド | 水                          | Mizu                        | Water            |
| ウエライド | 鉄                          | Tetsu                       | Metal            |

## 余談
- モード「ウエライド」のみハル研究所の本社・東京開発センターが開発を担当している。その他のモードは山梨開発センターで開発されている[6]。
- 当初桜井は監修という立場から本作に関与していたが、開発の遅れから急遽ディレクターに就任、急ピッチで作業を進めた[6]。
- のちに桜井が手がけた『大乱闘スマッシュブラザーズX』では、クリアチェッカーのシステムや隠しBGMの存在、メニュー画面のデザインなど本作の影響が見受けられる。
- ハル研究所の公式HPで今作のアイディアやラフスケッチなどを見ることができる。
- ファンからは新作やリメイクが待ち望まれているタイトルであり[7][8][9]、Nintendo Directの配信時や他作品の新作発表時などに本タイトルもSNSのトレンドにあがってしまうことが度々ある[10][11][12]。
- 2025年4月2日に配信された『Nintendo Direct: Nintendo Switch 2 - 2025.4.2』にて、完全新作の続編となる『カービィのエアライダー』が初公開され、同年に発売予定であることが発表された。本作から22年振りとなる星のカービィシリーズにおけるアクションレースゲームの新作であり、また公開された映像では、本作からワープスター、ワゴンスター、ウィリーバイク、ウィングスターが登場した。桜井政博がディレクターを務め、開発は『大乱闘スマッシュブラザーズ for Nintendo 3DS / Wii U』や『大乱闘スマッシュブラザーズ SPECIAL』などを開発したバンダイナムコスタジオが手掛ける[13]。